# Saint-Valérien (Québec)
Pour les articles homonymes, voir Saint-Valérien.
Saint-Valérien est une municipalité de paroisse de la province de Québec (Canada), située dans la municipalité régionale de comté (MRC) de Rimouski-Neigette, dans la région administrative du Bas-Saint-Laurent.

## Toponymie

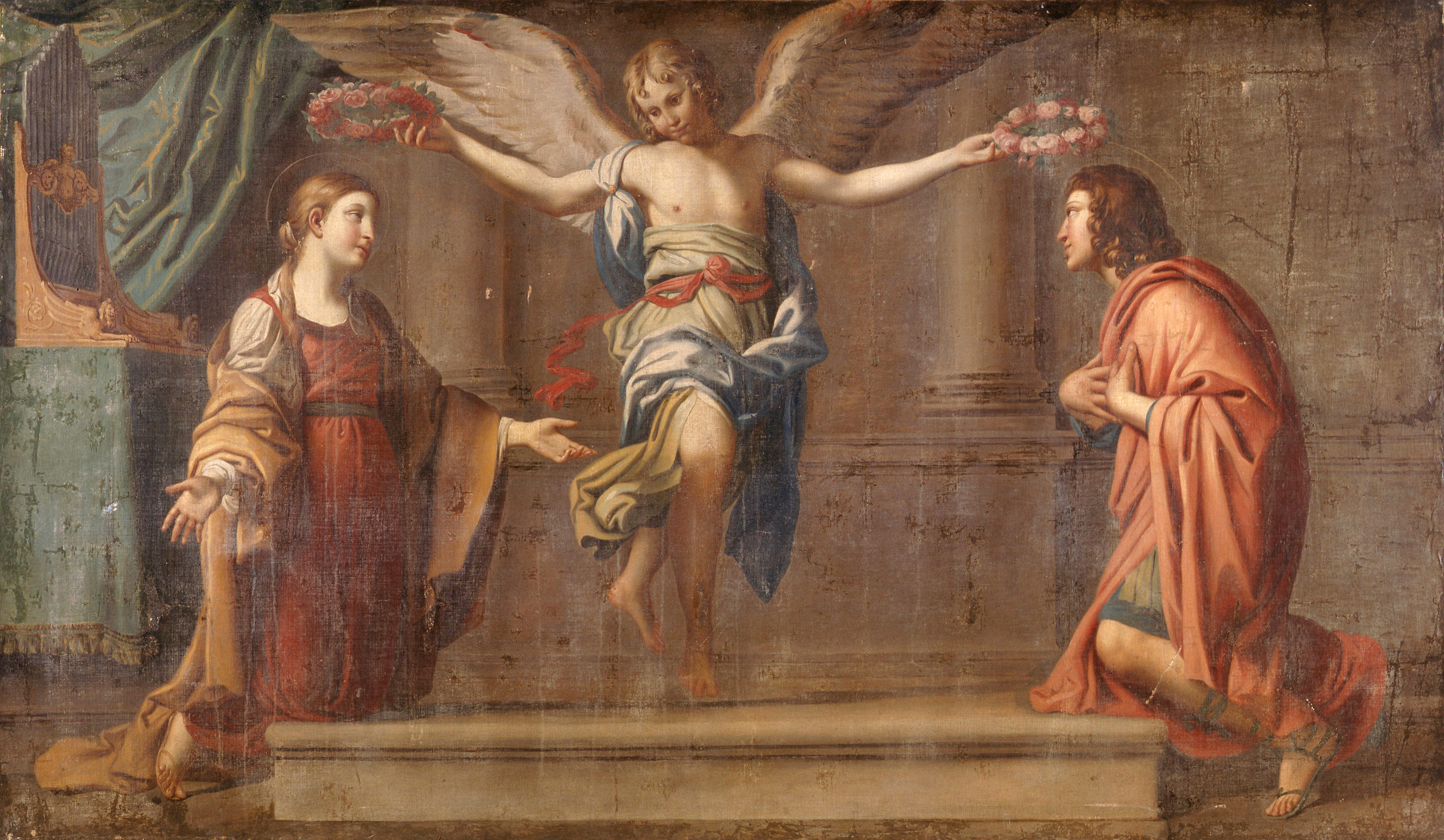
Sainte Cécile et saint Valérien.

La paroisse de Saint-Valérien est nommée en l'honneur de Valérien de Rome, un martyr. La mission portait le nom de Saint-Tiburce avant celui de Saint-Valérien. Tiburce était le frère de Valérien. De plus, Cécile de Rome, dont la paroisse du Bic, Saint-Cécile-du-Bic, est nommée en l'honneur, était l'épouse de Valérien.
Les gentilés sont appelés Valérienois et Valérienoises.

## Géographie
Saint-Valérien est situé sur le versant sud du fleuve Saint-Laurent à 300 km au nord-est de Québec et à 400 km au sud-ouest de Gaspé. Les villes importantes près de Saint-Valérien sont Rimouski à 20 km au nord-est et Rivière-du-Loup à 95 km au sud-ouest. Saint-Valérien est situé à 15 km au sud-est du parc national du Bic. Le territoire de Saint-Valérien couvre une superficie de 149,69 km2. Le territoire est accidenté et son altitude atteint 200 m.
La rivière Rimouski traverse le sud de la municipalité du sud-ouest vers le nord-est. 
La Petite rivière Touradi traverse la limite sud-ouest puis coule vers le nord-est jusqu'à sa confluence avec la rivière Rimouski dans le sud-est.
La rivière Macpès traverse le sud-est vers le sud-ouest jusqu'à sa confluence avec la rivière Rimouski dans le sud-est.
La rivière du Bic en traverse le nord-ouest vers le nord-est.
À partir de son crénon dans le nord-est, la rivière Gamache coule vers le nord-ouest.
À partir du lac du Notaire-Gagnon, dans le nord-est, la rivière Rigoumabe coule vers le nord-est.
La Petite rivière Rimouski serpente dans le centre de la municipalité du sud-ouest vers le nord-est.
La rivière des Accores traverse le sud-ouest vers le nord-est jusqu'à sa confluence avec la Petite rivière Rimouski.
Le territoire de Saint-Valérien comporte de nombreux lacs dont les lacs à Foin, Côté, Vaseux, à la Truite et de la Casette.

## Démographie
| 1996 | 2001 | 2006 | 2011 | 2016 | 2021  |
| ---- | ---- | ---- | ---- | ---- | ----- |
| 830  | 862  | 835  | 893  | 835  | 1 188 |

Distribution de l'âge en 2006

Selon Statistiques Canada, la population de Saint-Valérien était de 835 habitants en 2006. La tendance démographique des dernières années suit celle de l'Est du Québec, c'est-à-dire une décroissance. En effet, en 2001, la population était de 862 habitants. Ce qui correspond à un taux de décroissance de 3,1 % en cinq ans. L'âge médian de la population est de 41 ans.
Le nombre total de logements privés du village est de 424. Cependant, seulement 311 de ces logements sont occupés par des résidents permanents. La majorité des logements de Saint-Valérien sont des maisons individuelles. Le village comporte une épicerie en sont entre ainsi qu'un dépanneur dans sa section orientale.
Statistiques Canada ne recense aucun immigrant à Saint-Valérien. 97,6 % de la population de Saint-Valérien a le français en tant que langue maternelle ; le reste a l'anglais. 9 % de la population maitrise les deux langues officielles du Canada. 1,3 % de la population parle seulement anglais. 1,8 % de la population a une identité autochtone.
Le taux de chômage dans la municipalité était de 9,6 % en 2006. Le revenu médian des Valérienois est de 18 541 $.
41,2 % de la population de 15 ans et plus de Saint-Valérien n'a aucun diplôme d'éducation. 44,1 % de cette population n'a que le diplôme d'études secondaires ou professionnelles. 3,7 % de cette population a un diplôme de niveau universitaire. Tous les habitants de Saint-Valérien ont effectué leurs études à l'intérieur du Canada. Le principal domaine d'études des Valérienois est « l'architecture, le génie et les services connexes ».

## Histoire
Des familles en provenance de Saint-Thomas-de-Montmagny s'établissent dans la région entre 1840 et 1843. En août 1863, déjà les résidents du rang A Duquesne demandent la permission de bâtir une chapelle sur le rang A Duquesne (rang 6) affirmant qu'ils sont trop éloignés de l'église de Sainte-Cécile-du-Bic pour assister à la messe le dimanche, particulièrement l'hiver. La mission catholique de Saint-Valérien, autrefois connue sous le nom de Saint-Tiburce, est véritablement établie à partir de 1872. La paroisse est érigée canoniquement et créée officiellement civilement en 1885 par détachement de la paroisse de Saint-Cécile-du-Bic. En fait, la paroisse est créée à partir des 4e et 5e rangs du Bic. Ainsi, la paroisse du Bic perd alors environ 800 résidents au profit de Saint-Valérien.

### Dates importantes
- 19 juin 1885 : Proclamation officielle de la paroisse de Saint-Valérien;
- Septembre 1886 : L'abbé Jules Julien Amiot devient le premier curé de la paroisse de Saint-Valérien;
- 29 octobre 1886 : La première messe est célébrée à Saint-Valérien par l'abbé Jules Amiot;
- 1888 : Très grosse tempête de neige et de vents violents au début du mois mars;
- 1888 : Adoption du règlement interdisant la vente de bières;
- 27 juillet 1924 : Léon Hudon est le premier natif de Saint-Valérien à être ordonné prêtre;
- Hiver 1960 : Les chemins sont maintenant ouverts toute l'année;
- 10 octobre 1963 : Adoption du règlement 34 permettant la vente de bière dans les deux épiceries;
- 15 décembre 1984 : Bénédiction apostolique du pape Jean-Paul II accordée aux paroissiens;
- 1985 : Fête du 100e anniversaire de la paroisse;
- 2009 : Première « Fête au village », une initiative de la Corporation de développement de la municipalité;
- 18 au 25 juillet 2010 : Semaine intensive des Fêtes du 125e anniversaire de la paroisse;
- 24 juillet 2010 : Parade dans le village de Saint-Valérien, messe des retrouvailles et souper des retrouvailles.

### Personnalités importantes
- Julien Amiot, premier curé de la paroisse;
- Jean Moisan, premier maire;
- Rachel Therrien, musicienne.

## Administration municipale
Le conseil municipal est composé d'un maire de six conseillers élus à tous les quatre ans.
| Mandat      | Fonction    | Nom                    |
| ----------- | ----------- | ---------------------- |
| 2013 - 2017 | Maire       | Robert Savoie          |
| 2013 - 2017 | Conseillers |                        |
| 2013 - 2017 | #1          | Alain Lachapelle       |
| 2013 - 2017 | #2          | Jasmin Michaud         |
| 2013 - 2017 | #3          | Ghislain Blais         |
| 2013 - 2017 | #4          | Patrique Côté          |
| 2013 - 2017 | #5          | Jovette Taillefer      |
| 2013 - 2017 | #6          | Jean-François Beaulieu |

| Saint-Valérien Maires depuis 2001                                                                                    |                    |         |          |
| Élection | Maire              | Qualité | Résultat |
| 2001 | Marcella Fournier  |         | Voir     |
| 2005 | Ghislain St-Pierre |         | Voir     |
| 2009 | Michel Morissette  |         | Voir     |
| n/d | Robert Savoie      |         | n/d      |
| 2013 | Robert Savoie      | Voir    |          |
| 2017 | Robert Savoie      | Voir    |          |
| 2021 | Robert Savoie      | Voir    |          |
| Élection partielle en italique Depuis 2005, les élections sont simultanées dans toutes les municipalités québécoises |                    |         |          |

De plus, Marie-Paule Cimon est la directrice-générale et la secrétaire-trésorière de la municipalité.